# Josep Almenar i Navarro
Josep Almenar i Navarro es un político español licenciado como profesor mercantil nacido en el año 1948 en Picanya, Valencia.

## Biografía
Nació el año 1948 en Picanya. Estudió profesorado mercantil, actualmente es alcalde del mismo pueblo desde 1983 como político y diputado del PSPV-PSOE. También fue portavoz socialista en la Diputación de Valencia.
Fue galardonado en los premios "Semana europea de la movilidad" del año 2020 a la trayectoria en favor de la movilidad entregado por Laura Ballester.

## Distinciones (pueblo con el en la alcaldía)
- Viles en flor (2018-2024)
- Magister (UPV, 2005)
- Trayectoria en favor de la movilidad (Semana europea de la movilidad, 2020)